# Ilse Kolkman
Ilse Kolkman (6 februari 1997) is een Nederlands roeister. 
Kolkman is roeister van het Nationaal Roeiteam en G.S.R. Aegir in Groningen. Bij de Europese Kampioenschappen Roeien in München behaalde ze een zilveren medaille in de dames dubbelvier, samen met Bente Paulis, Nika Vos en Tessa Dullemans. Tijdens de in Tsjechië gehouden Wereldkampioenschappen roeien werd door die ploeg eveneens een zilveren plak bemachtigd.
Ook het jaar erop, in 2023, behaalde Kolkman in de dubbelvier zilver op de Europese kampioenschappen in Bled, en op het EK van 2024 in Szeged behaalde zij de bronzen medaille in de vier zonder.

## Persoonlijk
Kolkman heeft psychologie gestudeerd aan de Rijksuniversiteit Groningen en is na haar studie voor het roeien naar Amsterdam verhuisd.

## Resultaten

### Wereldkampioenschappen
| Jaar | Plaats | Resultaten       |
| ---- | ------ | ---------------- |
| 2022 | Račice | in de dubbelvier |

### Europese kampioenschappen roeien
| Jaar | Plaats  | Resultaten           |
| ---- | ------- | -------------------- |
| 2021 | Varese  | 7e in de twee zonder |
| 2022 | München | in de dubbelvier     |
| 2023 | Bled    | in de dubbelvier     |
| 2024 | Szeged  | in de vier zonder    |
| 2025 | Plovdiv | in de acht           |